# Olha Straschewa
Olha Wladymyrowna Straschewa (ukrainisch Ольга Владимировна Стражева; * 12. November 1972 in Saporischschja, Sowjetunion) ist eine ehemalige ukrainische Kunstturnerin.

## Karriere
Straschewa wurde 1986 sowjetische Meisterin am Stufenbarren und feierte 1988 ihren größten nationalen Erfolg mit dem Titel im Einzelmehrkampf. In weiteren Disziplinen gewann sie Medaillen: 1987 Silber am Stufenbarren, 1988 Silber am Schwebebalken sowie Bronze am Boden, 1989 Bronze am Sprung und erneut am Stufenbarren.
Bei den Olympischen Spielen 1988 in Seoul gehörte sie zur siegreichen sowjetischen Mannschaft im Mannschaftsmehrkampf. Im Einzelmehrkampf belegte sie in der Qualifikation Rang 84. Im folgenden Jahr gewann sie bei den Weltmeisterschaften 1989 mit dem sowjetischen Team erneut Gold, dazu Bronze im Einzelmehrkampf und am Stufenbarren. Bei den Europameisterschaften 1989 in Brüssel holte sie Silber am Stufenbarren und Bronze im Einzelmehrkampf. Für ihre sportlichen Erfolge wurde sie 1988 als Verdiente Meisterin des Sports der UdSSR ausgezeichnet.
Nach ihrem verletzungsbedingten Karriereende 1990 arbeitete Straschewa unter anderem in einem Zirkus in Deutschland. Später lehrte sie an der Klassischen Privaten Universität in Saporischschja.